# Прабалтійська мова
Прабалтійська мова (лит. baltų prokalbė, латис. baltu pirmvaloda), також протобалтійська мова (лит. prabaltų kalba, латис. pirmbaltu valoda) — прамова, від якої походять балтійські мови. Прабалтійська мова була нащадком праіндоєвропейської. Існує гіпотеза, згідно з якою прабалти і праслов'яни пережили період спільності, і реконструюється прабалтослов'янська мова, яка пізніше розпалася на праслов'янську і прабалтійську.
Серед основних особливостей прабалтійської мови називають такі:
1. збереження вільного наголосу;
2. збіг голосних *a та *o в *a;
3. збереження і розвиток аблауту;
4. збереження *m перед зубними;
5. наявність продуктивних основ на *-ē;
6. особливі зменшувальні суфікси;
7. особливі суфікси часів і способів;
8. збіг форм однини і множини третьої особи в дієслів;
9. втрата перфекта та аориста;
10. нові форми минулого часу, побудовані за допомогою тематичних *-ē і *-ā;
11. особливості в лексиці[1].